# Alsó-elwhai klallam törzs
Az alsó-elwhai klallam törzs (klallam nyelven Nəxʷsƛ̓áy̓əm, jelentése: „erős nép”) az USA Washington államában élő, a klallam indiánok egy csoportját tömörítő, szövetségileg elismert szervezet.

## Történet
A törzs tagjai egykor az Elwha folyó mentén, például az Ediz-turzásnál (a mai Port Angeles környezetében) elhelyezkedő falvakban éltek. A törzs által szentként tisztelt sziklán Jamie Valadez klallam nyelvtanár szerint a teremtő „fürdette és megáldotta a klallamokat és más törzseket”. A szikla az Elwha gát építésekor víz alá került, azonban az őslakosok a 20. század elején megtalálták, és ezt több régésznek is jelezték.

## Régészeti feltárások
2003 augusztusában a Port Angelesben zajló hídépítési munkálatok során feltárták Tse-whit-zen falut. A törzs és az állami közlekedési hatóság kezdetben együttműködött a leletek vizsgálatában, azonban az őslakosok később a projekt felfüggesztését kérték, mivel 335 emberi maradványt és tízezer műtárgyat találtak. A kormányzó 2004 decemberében bejelentette, hogy a kivitelezést megszakítják.
A törzs az államtól négy hektárt kapott az emberi maradványok újratemetésére, a közlekedési hatóságtól pedig 2,4 hektárt béreltek a 2003 és 2005 között feltárt 67 ezer műtárgy kiállítására. Az állam a törzsnek 2,5 millió, Port Angeles városának és kikötőjének pedig 7,5–7,5 millió dollár kártérítést fizetett. A megállapodás értelmében a törzs a hozzá került területet csak kulturális célokra hasznosíthatja.
Szénizotópos kormeghatározás segítségével megállapították, hogy Tse-whit-zen 2700 évvel ezelőtt már létezett; az őslakosokat 1930-ban telepítették át új rezervátumukba. Mivel a területet később 4,6–9 méter vastagon feltöltötték, az egykori település érintetlen maradt. Az ásatások során több épületet is feltártak.
2012 augusztusában az Aldwell-víztározó lecsapolását követően az őslakosok az Elwa folyó mentén a törzs szent helyére bukkantak. Többen is a folyóhoz látogattak, ahonnan az utazni nem tudó időseknek vizet vittek.
Az Olympic Nemzeti Parkban nyolcezer éves települést tártak fel, amely a terület legrégebbi lelete. Az egykori helységet visszatemették, pontos fekvését pedig titokban tartják.

## Nevezetes személy
- Adeline Smith, nyelvész, az első klallam szótár megalkotója[8]

## Fordítás
- Ez a szócikk részben vagy egészben  a   Lower Elwha Klallam Tribe című angol Wikipédia-szócikk ezen változatának fordításán alapul.  Az eredeti cikk szerkesztőit annak laptörténete sorolja fel. Ez a jelzés csupán a megfogalmazás eredetét és a szerzői jogokat jelzi, nem szolgál a cikkben szereplő információk forrásmegjelöléseként.